# Belaya Kalitva
Huyện Belaya Kalitva (tiếng Nga: ? райо́н) là một huyện hành chính tự quản (raion), của Tỉnh Rostov, Nga. Huyện có diện tích 83 km². Trung tâm của huyện đóng ở Belaya Kalitva.